# 181483 Ampleforth
181483 Ampleforth è un asteroide della fascia principale. Scoperto nel 2006, presenta un'orbita caratterizzata da un semiasse maggiore pari a 2,6822410 UA e da un'eccentricità di 0,0657955, inclinata di 10,01098° rispetto all'eclittica.
L'asteroide è dedicato all'omonima località del Regno Unito.